# شرق ميل هيل (محطة مترو أنفاق لندن)
شرق ميل هيل (بالإنجليزية: Mill Hill East)‏ هي إحدى محطات مترو أنفاق لندن. تقع على خط نورذيرن أفتتحت في المنطقة (Zone) رقم 4 أفتتحت في 22 أغسطس 1867، 18 مايو 1941. 